# Spinotrella variegata
Spinotrella variegata är en insektsart som beskrevs av Andrej Vasiljevitj Gorochov 2004. Spinotrella variegata ingår i släktet Spinotrella och familjen syrsor. Inga underarter finns listade i Catalogue of Life.